# Carlo Magini

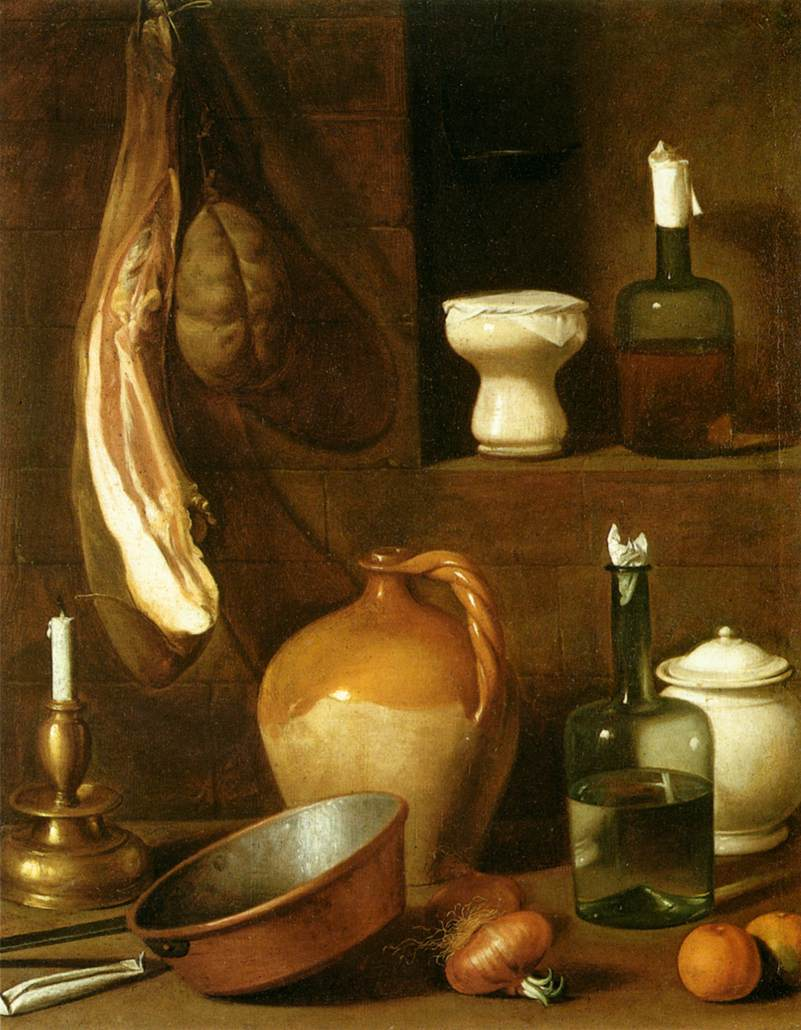
Nature morte

Carlo Magini  (Fano, 16 septembre 1720 – 3 juillet 1806) est un peintre italien de l'époque baroque.
Il a surtout peint des natures mortes dans un style rappelant les « bodegones » espagnols.

## Biographie
Carlo Magini est un artiste resté longtemps méconnu et ce n'est qu'en 1954 que les historiens d'art Charles Sterling, Roberto Longhi, Luigi Zauli Naldi, Giuseppe De Logu, Alfredo Servolini et Pietro Zampetti sont parvenus a reconstituer ses principales caractéristiques biographiques
Carlo Magini est le neveu du peintre Sebastiano Ceccarini, lui aussi originaire de Fano, et il a été élève et assistant de celui-ci à Pérouse et à Rome. Par la suite il est revenu à Fano où il a exercé jusqu'à sa mort.
Carlo Magini est surtout connu pour ses compositions de natures mortes de tables servies dans lesquelles il a mis en évidence ses capacités ; il a aussi réalisé des peintures à sujets sacrés et des portraits.

« Avec ses natures mortes, Carlo Magini se révèle un interprète avisé de la société dans laquelle il vit, en cherchant à capter la vérité, même celle la plus enfouie et discrète. Elles proposent généralement avec l'insistance d'un leitmotiv, quelques objets éparpillés sur une table et des choses à manger. Il ne s'agit pas une table garnie, représentée avec art et recherche, mais des choses usuelles posées sur une table, sans une disposition précise, posées là par hasard selon des exigences improvisées »

— Pietro Zampetti.
En 1990, Pietro Zampetti a compilé un catalogue des 98 natures mortes de Carlo Magini.
La majorité de ses œuvres sont conservées dans des collections particulières, pour la plupart en Italie.

## Œuvres
- Natura morta: zuppiera, tegame, uova e bottiglia[3].
- Natura morta con cipolle, pomodori, bottiglia e candela, particolare, collection privée.
- Natura morta con finocchio, canovaccio, testa di vitello e mele, Musée civique, Forlì.
- Natura morta con costolette d'agnello su tagliere, piatto di salsicce, cavolo e prosciutto appeso, Musée civique, Forlì.
- Natura morta con cipolle, lonza e lettere,
- Natura morta di cucina con vasellame, mortaio e altro,
- Nature morte à la tête de veau, huile sur toile, 76 × 101 cm, Strasbourg, musée des beaux-arts.
- Portrait de Pier Luigi Lanzi (1742), collection particulière, autrefois à Paris.
- Une importante collection est détenue par la « Fondation Cassa di Risparmio » de Fano[4] :
  - Natura morta con due zucche, cipolle, coltello e pentolino di rame,
  - Natura morta con tavola imbandita, frittata e pane,
  - Natura morta con vasetto bombé, limone, ostriche, pane e zucca,
  - Natura morta con pane, bottiglia di vino e piatto con affettato,
  - Natura morta con aglio, piatto con trancio di carne e grembiale,
  - Ritratto del conte Giovan Gastone Marcolini,
  - Ritratto della contessa Silvia Coccapani Marcolini,
  - Ritratto dell'abate Antonio Modesto Gasparoli,

### Liens
- Peintres nés dans les Marches